# Assenede
Assenede é um município belga da região da Flandres, província da Flandres Oriental, distrito de Eeklo. O município é constituído pelas vilas de Assenede propriamente dita, Bassevelde, Boekhoute e Oosteeklo. Em 1 de Janeiro de 2006, o município tinha uma população de 13.552 habitantes e uma área de 87.22 km² , correspondendo a uma densidade populacional de 155 habitantes por km².

## Divisão administrativa
O município acha-se dividido em quatro unidades administrativas, ver a tabela em baixo.

### Tabela
| #   | Nome       | Superfície | População (2002) |
| --- | ---------- | ---------- | ---------------- |
| I   | Assenede   | 32,18      | 5909             |
| II  | Boekhoute  | 16,27      | 1993             |
| III | Bassevelde | 21,94      | 2916             |
| IV  | Oosteeklo  | 16,82      | 2711             |

## Evolução demográfica
Fonte:NIS